# Cobham (Kent)
Cobham è un villaggio e parrocchia civile dell'Inghilterra, appartenente alla contea del Kent.